# Metilsterolo monoossigenasi
La metilsterolo monoossigenasi è un enzima appartenente alla classe delle ossidoreduttasi, che catalizza la seguente reazione:
4,4-dimetil-5α-colest-7-en-3β-olo + NAD(P)H + H+ + O2 ⇄ 4β-idrossimetil-4α-metil-5α-colest-7-en-3β-olo + NAD(P)+ + H2O
4β-idrossimetil-4α-metil-5α-colest-7-en-3β-olo + NAD(P)H + H+ + O2 ⇄ 3β-idrossi-4β-metil-5α-colest-7-ene-4α-carbaldeide + NAD(P)+ + 2 H2O
3β-idrossi-4β-metil-5α-colest-7-ene-4α-carbaldeide + NAD(P)H + H+ + O2 ⇄ 3β-idrossi-4β-metil-5α-colest-7-ene-4α-carbossilato + NAD(P)+ + H2O
L'enzima richiede il citocromo b5. Agisce anche sul 4α-metil-5α-colest-7-en-3β-olo. Lo sterolo può anche essere il cicloartenolo così come il lanosterolo.